# Stort tapetserarbi
Stort tapetserarbi (Megachile bombycina) är en biart som beskrevs av Radoszkowski 1874. Den ingår i släktet tapetserarbin och familjen buksamlarbin. Enligt Finlands artdatacenter är arten nationellt utdöd i Finland. Inga underarter finns listade i Catalogue of Life.

## Beskrivning
Arten är ett påtagligt hårigt bi med svart grundfärg och tillplattad bakkropp. Den första tergiten, segmentet på bakkroppens ovansida (och hos honan även den andra), har lång, gulaktig päls, resten kort, mer eller mindre svart sådan; den sjätte (sista) tergiten hos honan har dock tät, lång päls. På undersidan av bakkroppen har honan kraftiga, brandgula borst för pollensamlandet. Honan blir 16 till 17 mm lång, hanen 14 till 16 mm.

## Ekologi
Stort tapetserarbi är ett solitärt bi, det vill säga att det inte bildar samhällen. Honan bygger vanligen boet i färdiga håligheter i trä. Cellerna tapetseras med bladbitar som honan skär ut med hjälp av sina käkar. Larven övervintrar som passiv vilolarv (subpuppa).
Habitatet utgörs av skogsbryn och -gläntor. Arten flyger i juni till augusti, och besöker främst korgblommiga växter.

## Utbredning
Utbredningsområdet omfattar Nordost- och Östeuropa österut till mellersta Asien. Arten är utdöd i Finland, och är rödlistad som nationellt utdöd (RE) sedan 2010. Den observerades senast med tre fynd den 14 juli 1961 i Södra Karelen.